# Fadd
Fadd är en ort i Ungern.   Den ligger i provinsen Tolna, i den sydvästra delen av landet, 120 km söder om huvudstaden Budapest. Fadd ligger 95 meter över havet och antalet invånare är 4 442.